# Инчха
Инчха (авар. Инчха, авар. Ичка)— село в Казбековском районе Дагестана.
Образует муниципальное образование село Инчха со статусом сельского поселения как единственный населённый пункт в его составе.

## География
Село расположено к северо-востоку от районного центра Дылым, в ущелье реки Тлар.
Ближайшие населённые пункты: на северо-востоке — село Бавтугай, на северо-западе — село Эндирей, на юге — село Хубар, на юго-западе — село Гостала, на юго-востоке — посёлок Дубки.

## Население
| 1889  | 1926  | 1939  | 1970  | 1989  | 2002  | 2010  |
| ----- | ----- | ----- | ----- | ----- | ----- | ----- |
| 363   | ↗443  | ↗577  | ↗826  | ↗1277 | ↗1829 | ↗2077 |
| 2012  | 2013  | 2014  | 2015  | 2016  | 2017  | 2018  |
| ↗2105 | ↗2122 | ↗2150 | ↗2178 | ↗2210 | ↗2238 | ↗2264 |
| 2019  | 2020  | 2021  | 2023  | 2024  | 2025  |       |
| ↗2304 | ↗2326 | ↗2344 | ↗2349 | ↗2383 | ↗2416 |       |

## Инфраструктура
В селе функционируют: Инчхинская муниципальная средняя общеобразовательная школа, фельдшерско-акушерский пункт, дом администрации, библиотека, детский сад.